# Louis Baland
Pour les articles homonymes, voir Baland.
Louis Baland est un danseur et maître de ballet français né à Paris vers 1741 et mort à une date inconnue.
Danseur figurant à la Comédie-Italienne de 1757 à 1767 environ, il émigre ensuite à Amsterdam où il publie, au début des années 1770, six recueils de contredanses pour violon et flûte.
Il arrive à Bruxelles en 1778 comme maître de ballet du Théâtre de la Monnaie, avec sa sœur comme première danseuse.
Il est ensuite engagé comme maître de ballet dans la troupe de La Haye, pour la saison 1780-81, puis il revient à Bruxelles en 1781-82, au même emploi. Il est à Lille l'année suivante, comme premier danseur et maître de ballet, jusqu'en 1787 au moins. On le signale encore à Saint-Quentin en 1788 et 1789.